# Grupa metylenowa
Grupa metylenowa, grupa metanodiylowa – dwuwalencyjna, organiczna grupa alkenodiylowa powstała formalnie przez usunięcie dwóch atomów wodoru z cząsteczki metanu, która przyłączona jest do reszty związku chemicznego poprzez dwa wiązanie pojedyncze.
Jej nazwa wynika z faktu, że można ją utworzyć myślowo z metanu poprzez oderwanie od niego dwóch atomów wodoru. Myślowe oderwanie jednego atomu wodoru od metanu definiuje grupę metylową (−CH
3), której nie należy mylić z grupą metylenową. Człon „metylen” jest stosowany w nazwach zwyczajowych związków organicznych, na przykład „chlorek metylenu” (CH
2Cl
2).

## Szeregi homologiczne
Najprostszym węglowodorem z grupą metylenową jest propan, w którym można wyróżnić dwie skrajne grupy metylowe i jedną środkową grupę metylenową (CH
3−CH
2−CH
3). Grupa metylenowa odróżnia dany element szeregu homologicznego od następnego (każdy jest większy od poprzedniego właśnie o grupę metylenową), na przykład:
- alkany:
  - etan (CH
3−CH
3) – brak grup metylenowych
  - propan (CH
3−CH
2−CH
3) – jedna grupa metylenowa
  - butan (CH
3−CH
2−CH
2−CH
3) – grupa etylenowa (etylen), czyli dwie grupy metylenowe
- diaminy:
  - hydrazyna (NH
2−NH
2) – brak grup metylenowych
  - metylenodiamina (NH
2−CH
2−NH
2) – jedna grupa metylenowa
  - etylenodiamina (NH
2−CH
2−CH
2−NH
2) – dwie grupy metylenowe.